# سلسة جبال تويابي
سلسلة جبال تويابي هي سلسلة جبلية في لاندر وناي، نيفادا، الولايات المتحدة. يتم تضمين معظم السلسلة الجبلية في غابة هومبولت-تويابي الوطنية. أعلى نقطة في السلسلة الجبلية، بالقرب من الطرف الجنوبي، هي قبة قوس (11,788 قدم 3592 متر)، منطقة محمية مثل قوس القبة البرية. أعلى نقطة في مقاطعة لاندر (نيفادا)، بنكر هيل (نيفادا)، تقع أيضًا في سلسلة جبال تويابي. تبدأ السلسلة الجبلية في شمال غرب مقاطعة ناي شمال تونوباه، نيفادا، ويمتد حوالي 120 ميل (190 كم) شمال شرق إلى مقاطعة لاندر الجنوبية، مما يجعلها ثاني أطول سلسلة جبلية في الولاية.

## جغرافية
على الرغم من أن سلسلة جبال تويابي يقع في الظل الممطر لسلسلة سييرا نيفادا (الولايات المتحدة) إلى الغرب وقاحلة جدًا لدعم الغابات باستثناء أشجار الصنوبر المتناثرة، إلا أن المناخ كان باردًا وثلجيًا بما يكفي خلال العصر الحديث الأقرب لتطوير جليدة ثلجية في جبال الألب في عدة أماكن، مع وجود سيرك (جيولوجيا), ركام جليدي وغيرها من المعالم الجليدية. هناك العديد من مسارات المشي لمسافات طويلة في سلسلة جبال توياب، بما في ذلك واحد على طول القمة.
يتم فصل سلسلة تويابي من جبال شوشون إلى الغرب بواسطة نهر ريس، على الرغم من أنها تتداخل في أقصى أطرافها الجنوبية. في الشرق، يتم فصل سلسلة تويابي من سلسلة جبال توكويما بواسطة وادي سموكي الكبير.
يقع مجتمع التعدين التاريخي في أوستين على المنحدر الغربي لسلسلة توياب، حول منتصف طولها في الطريق. طريق الولايات المتحدة 50 في نيفادا، «الطريق السريع الوحيد في أمريكا»، يمر عبر أوستين ثم يعبر السلسلة الجبلية في قمة أوستين على ارتفاع 7,484 قدم (2,281 م). يمر طريق الولايات المتحدة 6 في نيفادا إلى جنوب السلسلة الجبلية بين تونوباه وإلي.

## غابة هومبولت-توياب الوطنية
تقع سلسلة جبال تويابي في منطقة أوستن رانجر في غابة هومبلت-تويابي الوطنية.

### درب تويابي كريست
يمتد مسار الترفيه الوطني تويابي كريست عبر غابة هومبولت تويابي الوطنية في سلسلة تويابي، والتي تتكون من أكثر من 70 ميلاً من الممر فوق التلال، والتي يسافر 30 ميلاً عبر قوس القبة البرية. Humboldt-Toiyabe National Forest] 
Arc Dome Wilderness Trails نسخة محفوظة 16 يناير 2010 على موقع واي باك مشين.</ref> قام فيلق القوات البرية الأمريكي الهندسي ببناء الممر والعديد من المسارات «المغذية» في ثلاثينيات القرن العشرين. تنتقل عبر واحدة من أطول المناطق الخالية من الطرق في الولاية، وتقع على أعلى سلسلة جبلية في نيفادا بطول أكثر من 120 ميلاً. وهو أطول درب مستمر في نيفادا. [بحاجة لمصدر]

 The Army Corps of Engineers constructed the trail and its many "feeder" trails in the 1930s. It travels through one of the longest roadless areas in the state,

#### الممرات
نهايتها الشمالية، على ارتفاع حوالي 7,500 قدم، هي ممر على طريق كينغستون كريك ونهايته الجنوبية، على ارتفاع حوالي 6,100   قدم، هي ممر على طريق نهر التوأم طريق (طريق الغابات 080)؛ وكلاهما طرق وعرة قبالة طريق ولاية نيفادا 376.